# 贝林热尔
贝林热尔是葡萄牙贝雅区的一个堂区。总面积16平方公里，总人口1525人，人口密度95.3人/平方公里。